# Список видов семейства Pararchaeidae
Список всех описанных видов пауков семейства Pararchaeidae на 21 мая 2010 года.

## Anarchaea
Anarchaea Rix, 2006
- Anarchaea corticola (Hickman, 1969) — Тасмания
- Anarchaea falcata Rix, 2006 — Новый Южный Уэльс
- Anarchaea raveni Rix, 2006 — Квинсленд
- Anarchaea robusta (Rix, 2005) — Тасмания

## Flavarchaea
Flavarchaea Rix, 2006
- Flavarchaea anzac Rix, 2006 — Квинсленд
- Flavarchaea badja Rix, 2006 — Новый Южный Уэльс, Австралийская столичная территория
- Flavarchaea barmah Rix, 2006 — Новый Южный Уэльс, Виктория
- Flavarchaea hickmani (Rix, 2005) — Тасмания
- Flavarchaea humboldti Rix & Harvey, 2010 — Новая Каледония
- Flavarchaea lofty Rix, 2006 — Южная Австралия
- Flavarchaea lulu (Rix, 2005) — Тасмания
- Flavarchaea stirlingensis Rix, 2006 — Западная Австралия

## Forstrarchaea
Forstrarchaea Rix, 2006
- Forstrarchaea rubra (Forster, 1949) — Новая Зеландия

## Nanarchaea
Nanarchaea Rix, 2006
- Nanarchaea binnaburra (Forster, 1955) — Квинсленд
- Nanarchaea bryophila (Hickman, 1969) — Новый Южный Уэльс, Виктория, Тасмания

## Ozarchaea
Ozarchaea Rix, 2006
- Ozarchaea bodalla Rix, 2006 — Новый Южный Уэльс
- Ozarchaea bondi Rix, 2006 — Новый Южный Уэльс
- Ozarchaea daviesae Rix, 2006 — Квинсленд
- Ozarchaea forsteri Rix, 2006 — Новая Зеландия
- Ozarchaea harveyi Rix, 2006 — Западная Австралия
- Ozarchaea janineae Rix, 2006 — Новый Южный Уэльс
- Ozarchaea ornata (Hickman, 1969) — Тасмания
- Ozarchaea platnicki Rix, 2006 — Квинсленд
- Ozarchaea saxicola (Hickman, 1969) — Тасмания
- Ozarchaea spurgeon Rix, 2006 — Квинсленд
- Ozarchaea stradbroke Rix, 2006 — Квинсленд
- Ozarchaea valida Rix, 2006 — Новый Южный Уэльс
- Ozarchaea waldockae Rix, 2006 — Западная Австралия
- Ozarchaea werrikimbe Rix, 2006 — Новый Южный Уэльс
- Ozarchaea westraliensis Rix, 2006 — Западная Австралия
- Ozarchaea wiangarie Rix, 2006 — Новый Южный Уэльс

## Pararchaea
Pararchaea Forster, 1955
- Pararchaea alba Forster, 1955 — Новая Зеландия

## Westrarchaea
Westrarchaea Rix, 2006
- Westrarchaea pusilla Rix, 2006 — Западная Австралия
- Westrarchaea sinuosa Rix, 2006 — Западная Австралия
- Westrarchaea spinosa Rix, 2006 — Западная Австралия